# Астраханские казармы
Астраханские казармы — исторические казармы в Москве, на Волочаевской улице (Волочаевская улица, 3).

## История
Построены в начале XIX века для 2-го учебного карабинерного полка. Затем их занял Астраханский 12-й гренадерский полк. Со временем количество жилых, административных и технических зданий Астраханского полка увеличилось, и они заняли значительную территорию вдоль Золоторожской улицы (современная Волочаевская улица). В октябре 1917 года в Астраханских казармах размещался 85-й запасной полк. После 1917 года казармы были переименованы сначала в Мураловские (в честь Николая Муралова), а потом — в Красногвардейские. 
В 1919 году в казармах открылся Учительский институт РККА, впоследствии преобразованный в Военно-политическую академию им. В.И. Ленина. В 1940 году здесь был открыт военный факультет 2-го МГПИ иностранных языков, который в 1942 году был преобразован в Военный институт иностранных языков. В 1974 году на базе Военного института иностранных языков был образован Военный институт Министерства обороны СССР. В 1993 году он прекратил своё существование, а личный состав был переведен в другое военно-учебное заведение — Военную академию экономики, финансов и права, впоследствии Военный университет, который и занимает здание казарм в настоящее время.